# Bergen (Film)
Bergen ist eine türkische Filmbiografie über die Sängerin Bergen mit Farah Zeynep Abdullah, in der Hauptrolle aus dem Jahr 2022.

## Handlung
Der Film zeigt Bergens Aufstieg zum Ruhm, ihren unnachgiebigen Kampf für ihre Karriere und die tragischen Ereignisse, die zu ihrem Tod führten. Bergen, deren bürgerlicher Name Belgin Sarılmışer war, begann ihre musikalische Laufbahn unter schwierigen Umständen. Ihre Ehe mit ihrem späteren Ehemann Halis Serbest war von Gewalt geprägt. Nach mehreren Versuchen, sich von ihm zu trennen, wurde sie 1982 bei einem Säureangriff durch ihn schwer verletzt, wodurch sie auf einem Auge erblindete. Trotz dieses traumatischen Ereignisses setzte sie ihre Karriere fort und wurde zu einer gefeierten Künstlerin. 1989 wurde sie jedoch von ihrem Ex-Mann ermordet.

## Produktion
Die Filmemacher hatten ursprünglich geplant, den Film 2019 zu drehen, aber dieser verzögerte sich aufgrund von Casting-Problemen und der COVID-19-Pandemie. Zunächst wurde Serenay Sarıkaya für die Rolle der Bergen zugesagt, aber aufgrund von Drehverzögerungen entschied sie sich, nicht an dem Film mitzuwirken. Nach Sarikayas Rückzug nahm Farah Zeynep Abdullah die Rolle der Bergen an. Der Film wurde im Herbst 2021 in Istanbul, Ankara und Mersin gedreht.

## Veröffentlichung
Der Film hatte am 4. März 2022 in der Türkei Premiere. Bergen war auch der erste türkische Film, der in Saudi-Arabien veröffentlicht wurde. In Deutschland kam Bergen am 10. März 2022 in die Kinos. Den Vertrieb in Deutschland übernahm der Verleih AF-Media GmbH. Später wurde der Film auf Prime Video veröffentlicht.

## Rezeption
Der Film erhielt in der Türkei gemischte Kritiken. Während viele die emotionale Intensität und die Behandlung des sensiblen Themas lobten, äußerten einige Zuschauer Bedenken bezüglich der Darstellung, die ihrer Meinung nach zu stark dramatisiert war.
In Deutschland wurde der Film insbesondere im Rahmen des Turkey-Germany Film Festivals positiv aufgenommen. Kritiker lobten die Leistung der Hauptdarstellerin Farah Zeynep Abdullah, die Bergen mit Emotionalität und Tiefe darstellt. Der Film wurde als gelungener Beitrag zur Diskussion über häusliche Gewalt angesehen. Einige Stimmen warfen jedoch dem Drehbuch vor, sich zu stark auf die Opferrolle zu konzentrieren, anstatt die musikalische Karriere der Sängerin stärker zu betonen.